# Mesztegnyő
Mesztegnyő é um município da Hungria, situado no condado de Somogy. Tem 44,71 km² de área e sua população em 2019 foi estimada em 1.391 habitantes.